# Nižná Jedľová
Nižná Jedľová es un municipio del distrito de Svidník en la región de Prešov, Eslovaquia, con una población estimada a final del año 2024 de 98 habitantes.
Se encuentra ubicado en el centro-norte de la región, cerca del río Ondava (cuenca hidrográfica del río Tisza) y de la frontera con  Polonia.

## Demografía
| Año        | 1994 | 2004     | 2014    | 2024     |
| ---------- | ---- | -------- | ------- | -------- |
| Población  | 72   | 84       | 85      | 98       |
| Diferencia |      | +16,66 % | +1,19 % | +15,29 % |

| Año        | 2023 | 2024    |
| ---------- | ---- | ------- |
| Población  | 99   | 98      |
| Diferencia |      | −1,01 % |